# Incodesmus urubambae
Incodesmus urubambae är en mångfotingart som beskrevs av Chamberlin 1955. Incodesmus urubambae ingår i släktet Incodesmus och familjen Chelodesmidae. Inga underarter finns listade i Catalogue of Life.